# Halíd Iszmáil
Halíd Iszmáil (1965. július 7. –) egyesült arab emírségekbeli válogatott labdarúgó.

## Fordítás
- Ez a szócikk részben vagy egészben  a   Khalid Ismaïl című angol Wikipédia-szócikk fordításán alapul.  Az eredeti cikk szerkesztőit annak laptörténete sorolja fel. Ez a jelzés csupán a megfogalmazás eredetét és a szerzői jogokat jelzi, nem szolgál a cikkben szereplő információk forrásmegjelöléseként.